# 484
L'any 484 (CDLXXXIV) va ser un any de traspàs que començava el diumenge del calendari julià.

## Esdeveniments
- 28 de desembre: Alaric II succeeix a Euric en el tron visigot. Governa la península ibèrica excepte l'actual Galícia i les muntanyes basques.[1]

#### Àfrica
- 24 de febrer – El rei Huneric aprova l'Edicte de 484, una llei que prohibeix l'Catolicisme dins del Regne vàndal.[2] Unes setmanes més tard, el rei Huneric allunya els bisbes catòlics dels seus oficis i n'expulsa alguns a Còrsega. Alguns són màrtirs, inclòs l'antic procònsol Victorians juntament amb Frumentius i altres mercaders. Són assassinats a Hadrumetum després de negar-se a convertir-se en Arians.[3]

## Necrològiques
- Euric, rei visigot rei visigot del Regne de Tolosa del 466 al 484.[4]